# Cramond Kirk
 (novembre 2020).

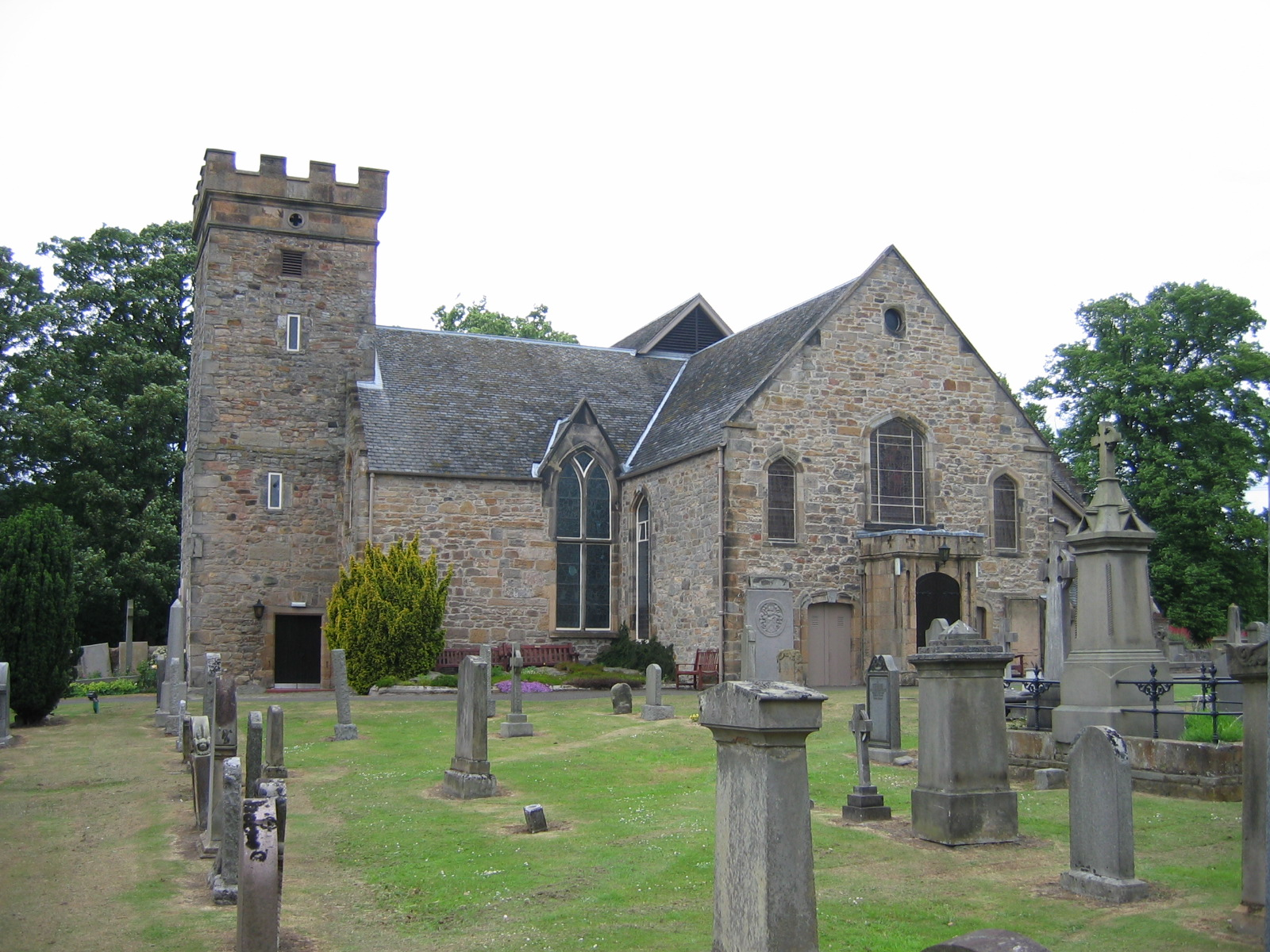
Cramond Kirk

Cramond Kirk est une église située dans le bourg de Cramond au nord-ouest d'Édimbourg, en Écosse. Construit sur le site d'un ancien fort romain, certaines parties de la Cramond Kirk datent du XIVe siècle et le clocher de l'église est considéré comme la partie la plus ancienne.